# Bunohyrax
Bunohyrax був родом травоїдних ссавців групи даманоподібних.